# Saint-Vallier, Québec
Saint-Vallier är en kommun i provinsen Québec i Kanada. Den ligger i regionen Chaudière-Appalaches, i den sydöstra delen av landet, 400 km öster om huvudstaden Ottawa. Kommunen bildades 1993 genom sammanslagning av bykommunen och socknen med samma namn.